# Карімов Ігор Андрійович
Ігор Андрійович Карімов (нар. 1 червня 1969, Львів) — радянський та український футболіст, що грав на позиції захисника. Відомий за виступами у низці українських команд різних ліг, нетривалий час грав також у Молдові за нижчоліговий клуб. Натепер працює дитячим тренером у Львові.

## Клубна кар'єра
Ігор Карімов народився в Львові, і розпочав заняття футболом у місцевій ДЮСШ-4, де його першим тренером був відомий у минулому футболіст та колишній тренер львівських «Карпат» Ернест Юст. Розпочав виступи молодий футболіст спочатку вже за аматорський клуб місцевого СКА. Першою командою майстрів Ігора Карімова стало хмельницьке «Поділля», де футболіст грав у другій союзній лізі у 1989—1990 роках. У 1991 році став гравцем луцької «Волині», та зіграв у останньому чемпіонаті СРСР за лучан 27 матчів. Карімов розпочав підготовку до першого сезону незалежного українського чемпіонату у складі «Волині», і навіть зіграв один кубковий матч у її складі проти запорізького «Торпедо», проте на початку сезону перейшов до іншого новачка вищої української ліги — шепетівського «Темпа». У вищій лізі за шепетівський клуб Карімов зіграв усього 7 матчів, і після вибуття команди до першої ліги змінив команду, та став гравцем друголігового комарненського «Газовика». Протягом сезону в другій лізі футболіст зіграв за клуб із Львівщини 33 матчі. По закінченні сезону Ігор Карімов став гравцем першолігового клубу «Полісся» з Житомира, але зіграв у першій лізі лише 2 матчі, та повернувся до Комарно, де грав аж до кінця 1994 року. У кінці 1994 року перейшов до іншого клубу зі Львівщини — стрийської «Скали», що грала на той час у першій лізі, але зіграв за стриян лише 4 матчі у першій лізі, після чого покинув клуб. Наступного року розпочав виступи за аматорський клуб із Львівщини — «Гарай», після річної перерви зіграв за клуб із Жовкви у другій українській лізі. У 1997—1999 роках Ігор Карімов грав під керівництвом Бориса Рассихіна разом ще з кількома українськими футболістами (зокрема, Іваном Фігуном) за нижчоліговий молдовський клуб «Веніта» з Ліпкан, після чого завершив виступи на футбольних полях.

## Після завершення футбольної кар'єри
Після завершення виступів у професійних клубах Ігор Карімов працює дитячим тренером у львівській дитячо-юнацькій школі «Опір».

## Особисте життя
Батько Ігоря, Андрій Карімов, також був футболістом, тривалий час грав за львівський СКА, працював тренером у «Карпатах», головним тренером стрийської «Скали» та дрогобицької «Галичини». Син Ігора Карімова, Андрій Карімов-молодший, також займався футболм, грав за львівську «Галичину».